# Hanibal Lucić
 Ovo je glavno značenje pojma Hanibal Lucić. Za trajekt pogledajte M/T Hanibal Lucić.
Hanibal Lucić (Hvar, oko 1485. – Hvar, 4. prosinca 1553.) bio je hrvatski renesansni pjesnik, dramatik i prevoditelj. Njegova drama Robinja prva je svjetovna drama na hrvatskome jeziku i prva romanca europske književnosti.

## Životopis
Hanibal Lucić rođen je u Hvaru oko 1485. godine. Podrijetlom hvarski vlastelin, sin Antuna i Goje (imao je posjede na Hvaru i Visu). Po majci odvjetak je splitskih Petračića. O njegovu obrazovanju nisu sačuvani nikakvi dokumenti. Pretpostavlja se da je osnovnu izobrazbu stekao u Hvaru, gdje je proveo veći dio života, a da je pravo studirao u Italiji. Poznavao je hrvatsku glagoljičku pismenost. U Hvaru obavljao je javne poslove (općinski branitelj, zastupnik plemića pred mletačkom vlasti, gradski sudac, skrbnik stolne crkve). U vrijeme Ivanićeva pučkoga ustanka (1510. – 1514.) sklonio se, najvjerojatnije, u Split ili Trogir.
Lucić nije mario za puk i gajio je uobičajene plemićke predrasude te tako kaže da je puk “mnoštvo koje razuma nema”. Stoga je ironično da se vjenčao s pučankom i sve svoje imanje ostavio izvanbračnome sinu Antunu, kojeg naziva svojim "prirodnim sinom" (koji će posmrtno objaviti očeva djela). 
Hanibal Lucić umro je u Hvaru 1553. godine. Pokopan u obiteljskom grobu u crkvi franjevačkog samostana. Njegov grob je u crkvi ispod glavnoga oltara. Kuća Hanibala Lucića u Starom Gradu zaštićeno je kulturno dobro.

## Književno stvaralaštvo

### Lirika

#### Utjecaji
U ljubavnoj lirici značajni su Petrarkini i Bembovi utjecaji, povratak neoplatonističkoj ljubavi, višem stilu i odmak od pučkog i senzualnog.
Prepjevom Ovidijeve 16. heroide (kod Lucića: "Pariž Eleni", prije 1519.), koju je "iz latinske odiće svukavši u našu harvacku priobukal", prvi put je hrvatska književnost dobila Ovidijevo djelo na hrvatskom jeziku. Na početku djela nalazi se posveta u prozi Jerolimu Martinčiću. U lirici je također prepjevao Petrarcu (Misal se zabude misleći u sebi) te Lodovica Ariosta (Kad najpri ja tvoje vidih zlate kose).
Stvarao je, dakle, prema stranim utjecajima Petrarke, Bemba, Ovidija i Ariosta, ali i prema domaćim utjecajima, primjerice Džore Držića.

#### Forma
Lucić je pisao na južnočakavskom dijalektu s primjesama štokavštine. Pjesme su uglavnom u dvostruko rimovanim dvanaestercima, primjerice pjesma U pohvalu grada Dubrovnika (Dubrovniče, časti | našega jezika / Ka cvateš i cvasti | vazda ćeš dovika), s iznimnom drugom metrikom, primjerice u pjesmi Od kola u petnaestercu (Neharnu služim gospoju | zamani danke traću / Za virnu službu jer moju | neće mi dati plaću.).
Lucićeva pjesnička zbirka "Skladanja izvarsnih pisam razlicih", izašla posmrtno u Mlecima (1556.), sadržava dvadeset jednu ljubavnu pjesmu, jedan alegoričan sastav, dramu "Robinja", pjesmu "U pohvalu grada Dubrovnika", osam pjesničkih poslanica, dvije nadgrobnice (dva epitafa) i prijevod Ovidijeve heroide. U zbirci se ne nalazi 6 panegiričkih soneta na talijanskom jeziku.

#### Tematika
Ovidije je možda najpoznatiji rimski pjesnik ljubavne poezije i nije slučajno što ga Lucić prevodi jer je i sam pisao ljubavne pjesme. Divio se ljepoti žene, a proslavljena njegova pjesma "Jur nijedna na svit vila" postala je kultnom umjetninom koju je proslavio hrvatski narodni preporod, poglavito Ljudevit Gaj i Stanko Vraz.

### Drama

#### Forma
Lucićeva drama Robinja (osim u ovoj zbirci tiskana još jednom, također u Mlecima, 1638.) nije prva hrvatska svjetovna drama, ali zato je donedavno bila prvo takvo poznato djelo. Ispjevana je u tri čina (skazanja) u dvostruko rimovanim dvanaestercima, a posvećena je Francisku Paladiniću.

#### Tematika
To je drama o scenskoj torturi robinje, njezinu himenu  (Bar že Turci ti brez zubi svi bihu / Cić toga taržiti sitan kruh ne htihu) i iskušavanju vjernosti, djelo koje se ističe dugim, lirski obojenim monolozima. Glavni su likovi dramskog teksta izmišljeni, ali Lucić ih je oblikovao kao potomke hrvatskih velikaških rodova (Derenčina i Majer-Podmanickih).

#### Utjecaji
Scene u Dubrovniku svjedoče, zajedno s poznatom Lucićevom pjesmom "U pohvalu grada Dubrovnika", o duhovnom i umjetničkom jedinstvu južnohrvatskoga prostora (Korčula, Hvar, Dubrovnik), kao i sve većem prestižu koji je među hrvatskom onodobnom inteligencijom imala slobodna Dubrovačka Republika.

## Djela
Hanibal Lucić je kritički uništio veći dio svoga stvaralaštva, a nevelik mu je opus objavljen tek nakon smrti.
- Scladanya izvarsnich pisan razlicich poctovanoga gospodina Hanibala Lucia, vlastelina hvarschoga, Francesco Marcolini, Venecija, 1556.; Zagreb, 1847.
- Rubigna gospodina Haniballa Lucia, huarschoga vlastelina, ad instantia di Ambrosio Mazolleto, Venecija, 1585.; appresso Marco Ginammi, 1638.; Zagreb, 1942. (9 izd. do 2010.)
- Pjesme Petra Hektorovića i Hanibala Lucića, Jugoslavenska akademija znanosti i umjetnosti, Zagreb, 1874.
- Hanibal Lucić, Skladanje izvarsnih pisan razlicih, Petar Hektorović, Ribanje i ribarsko prigovaranje i Razlike stvari ine, prir. Marin Franičević, Pet stoljeća hrvatske književnosti, knj. 7, Zagreb, 1968.
- Pisni ljuvene / Hanibal Lucić. Poslanice Hanibalu u čast, Matica hrvatska Hvar - Izdavački centar Rijeka, Hvar - Rijeka, 1997.
- Pjesnička djela: (izbor), prir.i predg. napisao Nikica Kolumbić, Erasmus naklada, Zagreb, 1997.
- Odabrana djela/ Hanibal Lucić, Petar Hektorović, prir. Lahorka Plejić, Riječ, Vinkovci, 1998.

## Spomen
- U njegovu ljetnikovcu u Hvaru smješten je Muzej hvarske baštine, uređena mu je spomen-soba, a u rodnoj kući – danas samostan benediktinka – osnovan je 1986. godine (na temelju ostavštine iz 1664. godine) Muzej Hanibala Lucića.[2]
- Brončana su mu poprsja u Hvaru u vrtu ljetnikovca (Ivo Kerdić) te u katedrali (Kuzma Kovačić), a gipsano (P. Perić) u franjevačkom samostanu.
- U seriji Znameniti Hrvati, 2003. godine izdana je marka s njegovim likom.[2]
- Od 2001. do 2004. godine u Hvaru se održavala međunarodna književna manifestacija Sonetni dani Hanibala Lucića;[2] manifestacija nastala na poticaj književnika Veljka Barbierija.[1]
- Jedan trajekt Jadrolinije nosi ime Hanibal Lucić.[6]

## Vanjske poveznice
- Hanibal Lucić, životopis
- Scladanya izvarsnich pisan razlicich  Arhivirana inačica izvorne stranice od 30. siječnja 2018. (Wayback Machine)
- Jur nijedna na svijet vila (zvučni zapis)  Arhivirana inačica izvorne stranice od 18. veljače 2021. (Wayback Machine), čita Joško Ševo
- Stari splitski arhiv
- Ljetnikovac Hanibala Lucića  Arhivirana inačica izvorne stranice od 6. ožujka 2014. (Wayback Machine), Muzej hvarske baštine
- Joško Belamarić, Što znamo o Milici Koriolanovićevoj, muzi Hanibala Lucića? Pjesnikovi ljubavni jadi  Arhivirana inačica izvorne stranice od 30. siječnja 2018. (Wayback Machine), Vijenac, br. 211  Arhivirana inačica izvorne stranice od 30. siječnja 2018. (Wayback Machine), 4. travnja 2002.
- Hanibal Lucić: Skladanja, izdanje 1847.